# Myriocolea irrorata
Espèce
Synonymes
- Colura irrorata (Spruce) Heinrichs, Y.Yu, Schaef.-Verw. & Pocs (préféré par NCBI)[2]
- Myriocolea irrorata[2]

Statut de conservation UICN

 CR B1+2c : 
En danger critique
Myriocolea irrorata est une espèce de plantes de la famille des Lejeuneaceae.

## Publication originale
- Transactions and Proceedings of the Botanical Society of Edinburgh 15: 305. 1884.